# Araneini

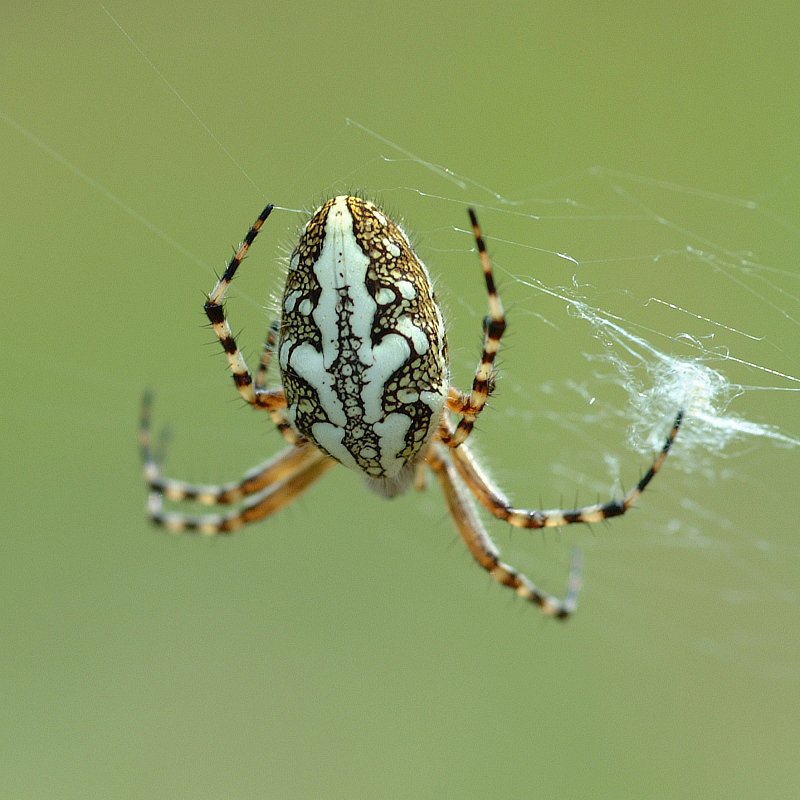
Hegyi fehérsávos-keresztespók

Az Araneini a pókszabásúak (Arachnida) osztályának pókok (Araneae) rendjébe, ezen belül a főpókok (Araneomorphae) alrendjébe és a keresztespókfélék (Araneidae) családjába tartozó nemzetség.

## Rendszerezés
A nemzetségbe az alábbi nemek tartoznak:
- Acanthepeira
- Acroaspis
- Actinosoma
- Aculepeira
- Agalenatea
- Alpaida
- Amazonepeira
- Araneus
- Carepalxis
- Cercidia
- Chorizopes
- Cnodalia
- Colaranea
- Collina
- Cryptaranea
- Dubiepeira
- Epeiroides
- Gibbaranea
- Heurodes
- Lewisepeira
- Madrepeira
- Metazygia
- Metepeira
- Milonia
- Molinaranea
- Nemosinga
- Nicolepeira
- Novakiella
- Novaranea
- Nuctenea
- Ocrepeira
- Pararaneus
- Parawixia
- Perilla
- Pherenice
- Pozonia
- Rubrepeira
- Scoloderus
- Singa
- Spinepeira
- Tatepeira
- Tukaraneus
- Wagneriana
- Wixia
- Yaginumia
- Zealaranea
- Zilla